# Maltot
Maltot é uma comuna francesa na região administrativa da Normandia, no departamento Calvados. Estende-se por uma área de 4,24 km². Em 2010 a comuna tinha 1 030 habitantes (densidade: 242,9 hab./km²).